# Saison 2 de Frankie 2.0
Chronologie
Saison 1
Cet article présente les épisodes de la deuxième saison de la série télévisée américaine Frankie 2.0 diffusée du 11 août 2018 au 5 octobre 2018 sur Nickelodeon.
En France, la deuxième saison est diffusée depuis le 9 février 2019 sur Nickelodeon Teen.
En Belgique, elle est diffusée depuis le 2 octobre 2019 sur Nickelodeon Belgique.

## Distribution
- Alex Hook : Frankie Gaines
- Uriel Baldesco : Lucia
- Sophia Forest : Jenny Gaines
- Michael Laurino : Will Gaines
- Kyson Facer : Andrew
- Sophia Forest : Jenny
- Mohana Krishnan : Tammy
- Jayce Mroz : Robbie
- Carson Rowland : Cole
- J.D. Ballard : M. Kingston
- Carrie Schroeder : Dr Sigourney Gaines
- Mark Jacobson : Voix de "PEGS1"
- Nicole Alyse Nelson : Dayton Reyes
- Joy Kigin : Mme Hough
- Armani Barrett : Byron Patrick
- Todd Allen Durkin : Dr James Peters
- Kristi Beckett : Makayla

## Épisodes

### Épisode 1:Je m'appelle Eliza
- États-Unis : 11 août 2018 sur Nickelodeon
- France : 9 février 2019 sur Nickelodeon Teen
- Belgique : 2 octobre 2019 sur Nickelodeon Belgique

- États-Unis : 90 millions de téléspectateurs[1] (première diffusion)

- Alex Hook : Eliza
- Elgin Aponte : Barista
- J. Scott Browning : WARPA Tech
- Tracy Wiu : l'homme du WARPA Tech

### Épisode 2:Projet d'évasion
- États-Unis : 10 septembre 2018 sur Nickelodeon
- France : 16 février 2019

sur Nickelodeon Teen
- Belgique : 9 octobre 2019 sur Nickelodeon Belgique

- États-Unis : 92 millions de téléspectateurs[2] (première diffusion)

- J. Scott Browning : WARPA Tech
- Tracy Wiu : l'homme du WARPA Tech

### Épisode 3:Plus beaucoup de temps
- États-Unis : 11 septembre 2018 sur Nickelodeon
- France : 23 février 2019

sur Nickelodeon Teen
- Belgique : 16 octobre 2019 sur Nickelodeon Belgique

- États-Unis : 91 millions de téléspectateurs[3] (première diffusion)

- J. Scott Browning : WARPA Tech
- Tracy Wiu : l'homme du WARPA Tech
- Robert Small : Dr Sykes

### Épisode 4:Les cafards robots
- États-Unis : 12 septembre 2018 sur Nickelodeon
- France :

2 mars 2019 sur Nickelodeon Teen
- Belgique : 23 octobre 2019 sur Nickelodeon Belgique

- États-Unis : 79 millions de téléspectateurs[4] (première diffusion)

- J. Scott Browning : WARPA Tech
- Tracy Wiu : l'homme du WARPA Tech
- Robert Small : Dr Sykes

### Épisode 5:C’est un piège
- États-Unis : 13 septembre 2018 sur Nickelodeon
- France : 9 mars 2019 sur Nickelodeon Teen
- Belgique : 30 octobre 2019 sur Nickelodeon Belgique

- États-Unis : 76 millions de téléspectateurs[5] (première diffusion)

- J. Scott Browning : WARPA Tech
- Tracy Wiu : l'homme du WARPA Tech
- Robert Small : Dr Sykes

### Épisode 6: DANGER3USEEVASI0N (I Am ... Busting Out)
- États-Unis : 14 septembre 2018 sur Nickelodeon

- États-Unis : 79 millions de téléspectateurs[6] (première diffusion)

- Robert Small : Dr Sykes

### Épisode 7: Sous Surveillance (I Am ... Under Suspicion)
- États-Unis : 17 septembre 2018 sur Nickelodeon

- États-Unis : 64 millions de téléspectateurs[7] (première diffusion)

- J. Scott Browning : WARPA Tech
- Tracy Wiu : l'homme du WARPA Tech

### Épisode 8: Chamboulements (I Am ... Not Myself)
- États-Unis : 18 septembre 2018 sur Nickelodeon

- États-Unis : 75 millions de téléspectateurs[8] (première diffusion)

- J. Scott Browning : WARPA Tech
- Tracy Wiu : l'homme du WARPA Tech
- Bruce Michael : Mr. Miffler

### Épisode 9: Revelations.exe (I Am ... Next)
- États-Unis : 19 septembre 2018 sur Nickelodeon

- États-Unis : 66 millions de téléspectateurs[9] (première diffusion)

- J. Scott Browning : WARPA Tech
- Tracy Wiu : l'homme WARPA Tech
- Tangil Colombel : Olivier

### Épisode 10: Frankistein (I Am ... a Creature)
- États-Unis : 20 septembre 2018 sur Nickelodeon

- États-Unis : 89 millions de téléspectateurs[10] (première diffusion)

- Aniela McGuinness : Ms. Lee

### Épisode 11: Je Suis Androïde (I Am ... an Android)
- États-Unis : 21 septembre 2018 sur Nickelodeon

- États-Unis : 81 millions de téléspectateurs[11] (première diffusion)

- Todd Bruno : Ace Hartrue
- Kane Schirmer : Chair Umpire
- Clayton Johnson : Dolph
- Sean Patrick Dawson : Lundgren

### Épisode 12: C'Est Moi Frankensteena (I Am ... Frankensteena)
- États-Unis : 24 septembre 2018 sur Nickelodeon

- États-Unis : 73 millions de téléspectateurs[12] (première diffusion)

### Épisode 13: Plan D'Attaque (I Am ... Part of a Plan)
- États-Unis : 25 septembre 2018 sur Nickelodeon

- États-Unis : 69 millions de téléspectateurs[13] (première diffusion)

- J. Scott Browning : WARPA Tech
- Tracy Wiu : l'homme du WARPA Tech
- Tangil Colombel : Olivier
- Clayton Johnson : Dolph
- Sean Patrick Dawson : Lundgren

### Épisode 14: Maman S'Inquiète (I Am ... in Trouble With Mom)
- États-Unis : 26 septembre 2018 sur Nickelodeon

- États-Unis : 79 millions de téléspectateurs[14] (première diffusion)

- J. Scott Browning : WARPA Tech
- Tracy Wiu : l'homme du WARPA Tech
- Aniela McGuinness : Mr Lee
- Clayton Johnson : Dolph
- Sean Patrick Dawson : Lundgren

### Épisode 15: Être Ou Ne Pas Être Androïde (I Am ... an Android ... or Am I)
- États-Unis : 27 septembre 2018 sur Nickelodeon

- États-Unis : 87 millions de téléspectateurs[15] (première diffusion)

- J. Scott Browning : WARPA Tech
- Tracy Wiu : l'homme du WARPA Tech
- Maria Esponda : Ms. Salas

### Épisode 16: Jalousie (I Am ... Jealous)
- États-Unis : 28 septembre 2018 sur Nickelodeon

- États-Unis : 85 millions de téléspectateurs[16] (première diffusion)

- J. Scott Browning : WARPA Tech
- Tracy Wiu : L'homme du WARPA Tech
- Todd Bruno : Ace Hartrue

### Épisode 17: Vite, Un Plan (I Am ... in Need of a Plan)
- États-Unis : 1er octobre 2018 sur Nickelodeon

- États-Unis : 69 millions de téléspectateurs[16] (première diffusion)

- J. Scott Browning : WARPA Tech
- Tracy Wiu : L'homme du WARPA Tech
- Bruce Michael : Mr. Miffler
- Aniela McGuinness : Ms. Lee
- Todd Bruno : Ace Hartrue

### Épisode 18: Manipulation (I Am ... a Puppet on a String)
- États-Unis : 2 octobre 2018 sur Nickelodeon

- États-Unis : 66 millions de téléspectateurs[17] (première diffusion)

- J. Scott Browning : WARPA Tech
- Tracy Wiu : L'homme du WARPA Tech
- José Garza Beau
- Clayton Johnson : Dolph
- Sean Dawson : Lundgren

### Épisode 19: Je N'Ai Pas Le Choix (I Am ... Out of Options)
- États-Unis : 3 octobre 2018 sur Nickelodeon

- États-Unis : 76 millions de téléspectateurs[18] (première diffusion)

- J. Scott Browning : WARPA Tech
- Tracy Wiu : L'homme du WARPA Tech
- Clayton Johnson : Dolph
- Sean Dawson : Lundgren
- Todd Bruno : Ace Hartrue

### Épisode 20: Le Chantage (I Am ... Being Blackmailed)
- États-Unis : 4 octobre 2018 sur Nickelodeon

- États-Unis : 81 millions de téléspectateurs[19] (première diffusion)

- J. Scott Browning : WARPA Tech
- Tracy Wiu : L'homme du WARPA Tech

### Épisode 21: Transformée (I Am ... Changed)
- États-Unis : 5 octobre 2018 sur Nickelodeon

- États-Unis : 74 millions de téléspectateurs[20] (première diffusion)

- J. Scott Browning : WARPA Tech
- Tracy Wiu : L'homme du WARPA Tech
- Clayton Royal Johnson : Dolph
- Sean Dawson : Lundgre
- Arlyn Broche : L'agent FBI